# Rhinanthus rusticulus
Rhinanthus rusticulus là loài thực vật có hoa thuộc họ Cỏ chổi. Loài này được Druce miêu tả khoa học đầu tiên.